# Mleko nieśmiertelności
Mleko niesmiertelności – postulowany napój dający nieśmiertelność wyznawcy hinduizmu praktykującemu pobożność typu bhakti. Krową, od której pochodzi mleko nieśmiertelności miałaby być szczególna postać krowy Kamadhenu, ucieleśniająca ideał pobożności (bhakti).
W 68 zwrotce utworu Fala szczęścia Śiwy Śankary, wyznawca prosi Śiwę o opiekę nad taką właśnie jego krową, spoczywającą blisko stóp tego boga.